# Cheshmeh Mākān
Cheshmeh Mākān (persiska: چشمه ماکان) är en ort i Iran.   Den ligger i provinsen Kermanshah, i den västra delen av landet, 400 km väster om huvudstaden Teheran. Cheshmeh Mākān ligger 1 598 meter över havet och antalet invånare är 117.
Terrängen runt Cheshmeh Mākān är huvudsakligen kuperad, men åt nordväst är den platt. Runt Cheshmeh Mākān är det ganska tätbefolkat, med 144 invånare per kvadratkilometer. Närmaste större samhälle är Sarāb-e Sar Fīrūzābād, 4,9 km öster om Cheshmeh Mākān. Trakten runt Cheshmeh Mākān består till största delen av jordbruksmark.